# Pamina Lenn
Pamina Lenn (* 5. Oktober 1994) ist eine deutsche Musicaldarstellerin.

## Karriere
Pamina Lenn schloss ein Studium zur Musicaldarstellerin 2016 am Wiener Konservatorium mit Auszeichnung ab. Zuvor hatte sie Kurse an der NIDA in Sydney und der Joop van den Ende Academy in Hamburg absolviert.
Nach Abschluss ihres Studiums stand sie u. a. als Wednesday Addams in „The Addams Family“, Mina in „Dracula“ und Cinderella in „Into the Woods“ sowie in den deutschsprachigen Erstaufführungen der Produktionen „Twisted“ und „First Date“ auf der Bühne.
Von 2017 bis 2019 war Lenn in der Deutschlandtournee von Stage Entertainments „Tanz der Vampire“ als Zweitbesetzung der Sarah sowie zusätzlich im Gesangsensemble zu sehen. 2019 verkörperte Lenn bei den Clingenburg Festspielen die Rolle der Janet im Kult-Musical „Rocky Horror Show“. Im gleichen Jahr kreierte sie die Rolle der Helga im Workshop zu der Uraufführung des Musicals „KU'DAMM 56“, bevor sie als Fee in der Produktion „Die Schöne und das Biest“ durch Deutschland tourte. Von 2021 bis 2022 war Pamina Lenn als Erstbesetzung der Nessarose in der Neuinszenierung des Musicals „Wicked“ im Stage Theater Neue Flora in Hamburg zu sehen. 2022 stand sie bei den Brüder Grimm Festspielen in Hanau in der Uraufführung des Musicals „Drosselbart“ in der weiblichen Hauptrolle der Prinzessin Ann auf der Bühne. Ebenfalls 2022 ist sie in Wetzlar in dem Musical „Lotte“ als gleichnamige Hauptfigur zu sehen, bevor sie als erste Darstellerin weltweit eine Position als Walk-In Cover für Anna und Elsa bei "Disney's Die Eiskönigin" im Theater an der Elbe in Hamburg antrat. Dort blieb sie bis Herbst 2023, bevor sie erst auf Tour in "Ku'damm 56" und dann bis Februar 2025 im Theater des Westens Berlin in der Uraufführung von "Ku'damm 59" die Rolle der Helga Schöllack / Helga von Boost verkörperte. Im März 2025 ging sie dann mit "Mord im Orientexpress" als Mary Debenham auf Tour.
Im Winter 2025/2026 wird sie in der Deutschsprachigen Erstaufführung von "Die Cher Show" als jüngste Cher Babe zu sehen sein.
Darüber hinaus trat Lenn bei Konzerten und Gala-Events als Solistin auf und war u. a. mehrmals bei dem Konzert-Event „Mitternachtsball“ im Colosseum Theater Essen zu erleben.

## Rollen (Auswahl)
- 2025-2026 "Die Cher Show" (Show Slot) als Babe Cher (Erstbesetzung)
- 2025 „Mord im Orientexpress“ (Show Slot) als Mary Debenham (Erstbesetzung) & Gräfin Elena Andrenyi (Cover)
- 2024–2025 „Ku'damm 59“ (Pop Out / BMG) als Helga (Erstbesetzung) & Christa Moser (Cover)
- 2023–2024 „Ku'damm 56“ Tour (Pop Out / BB-Promotion) als Helga (Erstbesetzung)
- 2022–2023 „Die Eiskönigin“ (Stage Entertainment) als Anna & Elsa (Walk-in)
- 2022 „Lotte“ als Lotte
- 2022 „Drosselbart“ (Brüder Grimm Festspiele Hanau) als Prinzessin Ann
- 2021–2022 „Wicked“ (Stage Entertainment) als Nessarose (Erstbesetzung)
- 2019–2020 „Die Schöne und das Biest“ als Fee
- 2019 „KU’DAMM 56“ (Musikalische Preview / Workshop) (Pop Out) als Helga
- 2019 „Big Fish“ (Broadway Entertainment) als Hexe
- 2019 „Rocky Horror Show“ (Clingenburg Festspiele) als Janet Weiss
- 2019 „Shakespeare in Love“ (Clingenburg Festspiele) als Ensemble
- 2017–2019 „Tanz der Vampire“ (Stage Entertainment; Tournee) als Zweitbesetzung Sarah